# Episodi di Le leggendarie imprese di Wyatt Earp (prima stagione)
La prima stagione della serie televisiva Le leggendarie imprese di Wyatt Earp è andata in onda negli Stati Uniti dal 6 settembre 1955 al 17 aprile 1956 sulla ABC.
| nº | Titolo originale                 | Prima TV USA      | Titolo italiano | Prima TV Italia |
| -- | -------------------------------- | ----------------- | --------------- | --------------- |
| 1  | Wyatt Earp Becomes a Marshal     | 6 settembre 1955  |                 |                 |
| 2  | Mr. Earp Meets a Lady            | 13 settembre 1955 |                 |                 |
| 3  | Bill Thompson Gives In           | 20 settembre 1955 |                 |                 |
| 4  | Marshal Earp Meets General Lee   | 27 settembre 1955 |                 |                 |
| 5  | Marshal Earp's Romance           | 4 ottobre 1955    |                 |                 |
| 6  | The Man Who Lied                 | 11 ottobre 1955   |                 |                 |
| 7  | The Gambler                      | 18 ottobre 1955   |                 |                 |
| 8  | The Killer                       | 25 ottobre 1955   |                 |                 |
| 9  | John Wesley Hardin               | 1º novembre 1955  |                 |                 |
| 10 | The Bank Robbers                 | 8 novembre 1955   |                 |                 |
| 11 | King of the Cattle Trails        | 15 novembre 1955  |                 |                 |
| 12 | The Big Baby Contest             | 22 novembre 1955  |                 |                 |
| 13 | Frontier Journalism was Fearless | 29 novembre 1955  |                 |                 |
| 14 | Trail's End for a Cowboy         | 6 dicembre 1955   |                 |                 |
| 15 | Rich Man's Son                   | 13 dicembre 1955  |                 |                 |
| 16 | The Buntline Special             | 20 dicembre 1955  |                 |                 |
| 17 | Ben Thompson Returns             | 27 dicembre 1955  |                 |                 |
| 18 | Marshal Earp Plays Cupid         | 3 gennaio 1956    |                 |                 |
| 19 | The Assassins                    | 10 gennaio 1956   |                 |                 |
| 20 | It's a Wise Calf                 | 17 gennaio 1956   |                 |                 |
| 21 | Mr. Cousin and Mr. Brother       | 24 gennaio 1956   |                 |                 |
| 22 | The Bribe                        | 31 gennaio 1956   |                 |                 |
| 23 | The Frontier Theatre             | 7 febbraio 1956   |                 |                 |
| 24 | Killing at Cowskin Creek         | 14 febbraio 1956  |                 |                 |
| 25 | The Englishman                   | 21 febbraio 1956  |                 |                 |
| 26 | The Desperate Half-Hour          | 28 febbraio 1956  |                 |                 |
| 27 | The Necktie Party                | 6 marzo 1956      |                 |                 |
| 28 | One of Jesse's Gang              | 13 marzo 1956     |                 |                 |
| 29 | The Pinkertons                   | 20 marzo 1956     |                 |                 |
| 30 | The Suffragette                  | 27 marzo 1956     |                 |                 |
| 31 | Hunt the Man Down                | 3 aprile 1956     |                 |                 |
| 32 | The War of the Colonels          | 10 aprile 1956    |                 |                 |
| 33 | Bat Masterson Again              | 17 aprile 1956    |                 |                 |

## Wyatt Earp Becomes a Marshal
- Prima televisiva: 6 settembre 1955
- Diretto da: Lewis R. Foster
- Scritto da: Frederick Hazlitt Brennan

### Trama
- Guest star: Denver Pyle (Ben Thompson), Marshall Bradford (sceriffo Whitney), Gloria Talbott (Abbie Crandall), Hal Baylor (Bill Thompson), Richard Travis, Howard Wright, Arthur Space, Don C. Harvey, Robert Spencer, Dabbs Greer, Phil Chambers, Alan Dinehart (Bat Masterson)

## Mr. Earp Meets a Lady
- Prima televisiva: 13 settembre 1955
- Diretto da: Frank McDonald

### Trama
- Guest star: Gloria Talbott (Abbie Crandall), Hal Baylor (Bill Thompson), Alan Dinehart (Bat Masterson), Denver Pyle (Ben Thompson), Kem Dibbs, Richard Travis

## Bill Thompson Gives In
- Prima televisiva: 20 settembre 1955
- Diretto da: Frank McDonald

### Trama
- Guest star: Hal Baylor (Bill Thompson), Denver Pyle (Ben Thompson), Alan Dinehart (Bat Masterson), Richard Travis, Kem Dibbs, Rico Alaniz (Mr. Cousin), Rodd Redwing (Mr. Brother)

## Marshal Earp Meets General Lee
- Prima televisiva: 27 settembre 1955
- Diretto da: Frank McDonald

### Trama
- Guest star: Alan Dinehart (Bat Masterson), Don Haggerty (Murdock), Emlen Davies

## Marshal Earp's Romance
- Prima televisiva: 4 ottobre 1955
- Diretto da: Frank McDonald

### Trama
- Guest star: Collette Lyons (Kate), Don Haggerty (Murdock), House Peters, Jr. (Dave Bennett)

## The Man Who Lied
- Prima televisiva: 11 ottobre 1955
- Diretto da: Frank McDonald

### Trama
- Guest star: Rick Vallin (Yancy), House Peters, Jr. (Dave Bennett), Douglas Fowley (Doc Fabrique), Don Haggerty (Murdock)

## The Gambler
- Prima televisiva: 18 ottobre 1955
- Diretto da: Frank McDonald

### Trama
- Guest star: William Bryant, House Peters, Jr. (Dave Bennett), J.P. O'Donnell

## The Killer
- Prima televisiva: 25 ottobre 1955
- Diretto da: Frank McDonald
- Soggetto di: Frederick Hazlitt Brennan

### Trama
- Guest star: Lane Bradford (Manon Clemens), House Peters, Jr. (Dave Bennett), Don Haggerty (Marsh Murdock), Claire Carleton (Laurie Castle), Robert Bray (Deputy Sam Leggitt)

## John Wesley Hardin
- Prima televisiva: 1º novembre 1955
- Diretto da: Frank McDonald
- Soggetto di: Frank Gruber

### Trama
- Guest star: Phillip Pine (John Wesley Hardin), Barbara Bestar (Jane Bowen), Fred Sherman (Tony), Sam Flint (giudice Jewett), Rodd Redwing (Atwell), Robert Bray (Deputy Sam Leggitt), Jimmy Noel (frequentatore bar), Ethan Laidlaw (frequentatore bar), Glenn Strange (Hardin Admirer)

## The Bank Robbers
- Prima televisiva: 8 novembre 1955
- Diretto da: Frank McDonald
- Soggetto di: Frank Gruber

### Trama
- Guest star: Douglas Fowley (Doc Fabrique), Robert Lowery (Clem Parker), Rita Lynn (Bonnie Dawson), Leo Penn (Tarp Anders)

## King of the Cattle Trails
- Prima televisiva: 15 novembre 1955
- Diretto da: Frank McDonald
- Soggetto di: Frank Gruber

### Trama
- Guest star: Roy Roberts (Shanghai Pierce), Lynne Roberts (Alice Kennedy), Don Haggerty (Marsh Murdock), Ray Kellogg (Deputy), Michael Vallon (Sanders), Kenne Duncan (Davie), Ethan Laidlaw (Pierce Cowhand), Fred McDougall (Pierce Cowhand), Jimmy Noel (Pierce Cowhand), Buddy Roosevelt (Pierce Cowhand)

## The Big Baby Contest
- Prima televisiva: 22 novembre 1955
- Diretto da: Frank McDonald
- Soggetto di: Wells Root

### Trama
- Guest star: Jill Richards (Jenny Smith), Mike Connors (Pat Smith), Don Haggerty (Marsh Murdock), Douglas Fowley (Doc Fabrique), Ella Ethridge (Mrs. Edna Bealer), Helen Van Tuyl (Helen Van Tuyl), Carleton Young (Denver Jones), Nesdon Booth (barista), Jimmy Noel (cittadino), Michael Vallon (impiegato dell'hotel)

## Frontier Journalism was Fearless
- Prima televisiva: 29 novembre 1955
- Diretto da: Frank McDonald
- Soggetto di: Frederick Hazlitt Brennan

### Trama
- Guest star: Carol Stone (Harriet Clanton), Fay Roope (colonnello Josh Clanton), Paul Brinegar (Jim Begley), Don Haggerty (Marsh Murdock), Douglas Fowley (Doc Fabrique), Sam Flint (giudice Jewett), Archie Butler (cittadino Throwing Rocks), Clark Howat (sindaco Jim Hope), Jimmy Noel (cittadino Throwing Rocks), Bob Steele (Deputy Marshal Sam)

## Trail's End for a Cowboy
- Prima televisiva: 6 dicembre 1955
- Diretto da: Frank McDonald
- Soggetto di: Maurice Tombragel

### Trama
- Guest star: Tommy Cook (Brad Cullen), Morris Ankrum (vecchio Cullen), Bob Steele (Deputy Marshal Sam), Hal Gerard (Hal), George J. Lewis (Cullen's Forman), George Eldredge (Santell), Tristram Coffin (Foster), Archie Butler (frequentatore bar), Bill Coontz (Cowhand), Michael Jeffers (giocatore di poker), Ethan Laidlaw (cowboy), Paul McGuire (Checked Shirt Cowhand), Frank Mills (Man Shot in Saloon), Jimmy Noel (Cowhand), Bob Reeves (Cowhand), Buddy Roosevelt (cowboy), Frank J. Scannell (Jud), Jerry Schumacher (frequentatore bar)

## Rich Man's Son
- Prima televisiva: 13 dicembre 1955
- Diretto da: Frank McDonald
- Soggetto di: Frederick Hazlitt Brennan

### Trama
- Guest star: Lee Erickson (Timmy Jones), Don Haggerty (Marsh Murdock), Sam Flint (giudice Jewett), Roy Barcroft (Jim Grimes), Clancy Cooper (detective Becker), Ed Hinton (detective Dean), Bob Steele (Deputy Marshal Sam), Bill Coontz (cowboy), Ethan Laidlaw (cowboy), Frank Mills (cowboy), Jimmy Noel (Buggy Driver), Bob Reeves (cowboy), Buddy Roosevelt (cowboy)

## The Buntline Special
- Prima televisiva: 20 dicembre 1955
- Diretto da: Frank McDonald
- Soggetto di: Daniel B. Ullman

### Trama
- Guest star: Lloyd Corrigan (Ned Buntline), Douglas Fowley (Doc Fabrique), Neyle Morrow (Hal Clements), William Tannen (Gyp Clements), Bob Steele (Deputy Marshal Sam), Archie Butler (Third Prisoner in Line), Bill Coontz (cittadino), Ethan Laidlaw (cittadino), Jimmy Noel (cittadino), Bob Reeves (cittadino), Buddy Roosevelt (First Prisoner in Line), Phil Schumacher (cittadino), Brick Sullivan (barista), Dan White (Wilkins - Second Prisoner in Line)

## Ben Thompson Returns
- Prima televisiva: 27 dicembre 1955
- Diretto da: Frank McDonald
- Soggetto di: Frederick Hazlitt Brennan

### Trama
- Guest star: Denver Pyle (Ben Thompson), Don Haggerty (Marsh Murdock), Yvette Duguay (Lolita Ryan), James Seay (Jack Finley), Sam Flint (giudice Jewett), Phil Schumacher (cittadino), Archie Butler (Thompson Hired Man), Bill Coontz (Worker Cleaning Bar), Ethan Laidlaw (Thompson Hired Man), Frank Mills (barista), Dennis Moore (Ambusher), Jimmy Noel (Thompson Hired Man), Buddy Roosevelt (cittadino)

## Marshal Earp Plays Cupid
- Prima televisiva: 3 gennaio 1956
- Diretto da: Frank McDonald
- Soggetto di: Frederick Hazlitt Brennan

### Trama
- Guest star: Jan Shepard (Mamie Perkins), Gordon Jones (Big George Cannery), Douglas Fowley (Doc Fabrique), Don Haggerty (Marsh Murdock), Howard Negley (Fog MacMurray), Bill Coontz (MacMurray Henchman), Ethan Laidlaw (MacMurray Henchman), Jimmy Noel (MacMurray Henchman), Buddy Roosevelt (cittadino), Phil Schumacher (MacMurray Henchman), Fred Sherman (impiegato dell'hotel)

## The Assassins
- Prima televisiva: 10 gennaio 1956
- Diretto da: Frank McDonald
- Soggetto di: Daniel B. Ullman

### Trama
- Guest star: Lewis Martin (James Brandywine), Larry J. Blake (Collins), G. Pat Collins (Tom Plummer), Don Haggerty (Marsh Murdock), Ray Montgomery (Virgil Earp), Ray Boyle (Morgan Earp), Harry Lauter (Max Wiley), Bill Coontz (cittadino), Michael Jeffers (cittadino), Ethan Laidlaw (cittadino), Jimmy Noel (frequentatore bar), Snub Pollard (cittadino), Phil Schumacher (cittadino), Hal Smith (Culley Bartender), Sheb Wooley (Luke McGuire)

## It's a Wise Calf
- Prima televisiva: 17 gennaio 1956
- Diretto da: Frank McDonald
- Soggetto di: N. B. Stone, Jr.

### Trama
- Guest star: William Henry (Duke Wilson), Tom Brown (Bill Slocum), Don Haggerty (Marsh Murdock), Sam Flint (giudice Jewett), Marvin Press (Shorty Beckett), G. Pat Collins (Jeff Delaney), Rex Lease (Tex), Archie Butler (membro linciaggio), Bill Coontz (membro linciaggio), Whitey Hughes (membro linciaggio), Tom London (Moss Grimmick), Frank Mills (membro linciaggio), Jimmy Noel (membro linciaggio), Buddy Roosevelt (membro linciaggio), Phil Schumacher (membro linciaggio), Jack Tornek (cittadino)

## Mr. Cousin and Mr. Brother
- Prima televisiva: 24 gennaio 1956
- Diretto da: Frank McDonald
- Soggetto di: Frederick Hazlitt Brennan

### Trama
- Guest star: Rico Alaniz (Mr. Cousin), Rodd Redwing (Mr. Brother), Steve Pendleton (Army Captain), Don Haggerty (Marsh Murdock), Douglas Fowley (Doc Fabrique), George Bell (Man Buying Medicine), Archie Butler (Man Delivering Medicine), Bill Coontz (Man Buying Medicine), Ethan Laidlaw (Man Buying Medicine), Jimmy Noel (Dagget Henchman), Stuart Randall (Dagget), Buddy Roosevelt (Man Buying Medicine), Phil Schumacher (cittadino)

## The Bribe
- Prima televisiva: 31 gennaio 1956
- Diretto da: Frank McDonald
- Soggetto di: Frederick Hazlitt Brennan

### Trama
- Guest star: Collette Lyons (Rowdy Kate), Damian O'Flynn (Keno McGee), Bill Pullen (Deputy Sam Renfro), Douglas Fowley (Doc Fabrique), Don Haggerty (Marsh Murdock), Sam Flint (giudice Jewett), Tyler McVey (Deputy Pete Dahlgren), Archie Butler (barista), Bill Coontz (cittadino), Ethan Laidlaw (cittadino), Jimmy Noel (cittadino), Buddy Roosevelt (cittadino), Phil Schumacher (Mack the Bartender), Brick Sullivan (Courtroom Deputy)

## The Frontier Theatre
- Prima televisiva: 7 febbraio 1956
- Diretto da: Frank McDonald
- Soggetto di: Frederick Hazlitt Brennan

### Trama
- Guest star: Mark Dana (Robert Barlow), Angela Greene (Mrs. Harlow), Fay Roope (Older Actor), Glenn Strange (Jeff Pruitt), Don Haggerty (Marsh Murdock), Joan Freeman (Jeannie Barlow), Archie Butler (Man in Audience), Al Haskell (barista), Michael Jeffers (Audience Member), Ethan Laidlaw (Audience Member / Pruitt Henchman), Frank Mills (Audience Member), Jimmy Noel (Audience Member / Pruitt Henchman), Bud Osborne (Old Drunk in Audience), Snub Pollard (Audience Member), Bob Reeves (Audience Member), Buddy Roosevelt (Audience Member), Brick Sullivan (Deputy)

## Killing at Cowskin Creek
- Prima televisiva: 14 febbraio 1956
- Diretto da: Frank McDonald
- Soggetto di: Maurice Tombragel

### Trama
- Guest star: Frank Gerstle (Rupp), Don Haggerty (Marsh Murdock), Henry Rowland (Shorty Dawson), Robert Nichols (Simp Sheldon), Holly Bane (Roy Blake), Alan Wells (Jeff Burns), Bill Coontz (Man at Cowboy Camp), Michael Jeffers (frequentatore bar), Ethan Laidlaw (Man at Cowboy Camp), Frank Mills (barista), Jimmy Noel (Man at Cowboy Camp), Snub Pollard (frequentatore bar), Buddy Roosevelt (cowboy), Phil Schumacher (Man at Cowboy Camp), Brick Sullivan (Deputy)

## The Englishman
- Prima televisiva: 21 febbraio 1956
- Diretto da: Frank McDonald
- Soggetto di: Buck Houghton

### Trama
- Guest star: Michael Emmet (Rodney Evert), Julie Van Zandt (Cora Gill), Don C. Harvey (George Pershauer), Harrison Lewis (barista), Tom Steele (Drunk in Bar), Louise Arthur (Mrs. Gill), Archie Butler (frequentatore bar), Bill Coontz (scagnozzo), Ethan Laidlaw (scagnozzo), Wayne Mallory (Deputy), Jimmy Noel (scagnozzo), Buddy Roosevelt (cittadino), Phil Schumacher (frequentatore bar)

## The Desperate Half-Hour
- Prima televisiva: 28 febbraio 1956
- Diretto da: Frank McDonald
- Soggetto di: Celeste Plank

### Trama
- Guest star: Barry Truex (Lonnie McVey), George Chandler (John McVey), Elizabeth Harrower (Martha McVey), Trevor Bardette (sceriffo Charlie Osborn), Michael O'Connell (Deputy), Gil Donaldson (Deputy), Ken Christy (Gentry), Lane Bradford (Manon Clemens), Ray Kellogg (Deputy Ollie), Jimmy Noel (Clements Gang Member), Phillip Pine (John Wesley Hardin)

## The Necktie Party
- Prima televisiva: 6 marzo 1956
- Diretto da: Frank McDonald
- Soggetto di: Wells Root

### Trama
- Guest star: Peter Mamakos (Gus Cassen), Lorna Thayer (Anna Cassen), Mauritz Hugo (Bud Creel), John Damler (George Irons), Hal K. Dawson (Casey), Don Haggerty (Marsh Murdock), Buddy Roosevelt (cowboy Shooting in Streets)

## One of Jesse's Gang
- Prima televisiva: 13 marzo 1956
- Diretto da: Frank McDonald
- Soggetto di: Maurice Tombragel

### Trama
- Guest star: John Craven (Harry Drew / Dolan), Angie Dickinson (Ann Drew), Grady Sutton (Store Clerk), Ray Kellogg (Deputy Ollie), Bill Coontz (cittadino), Jimmy Noel (cittadino), Buddy Roosevelt (Eddie the Bartender), Phil Schumacher (cittadino), George Sowards (cittadino)

## The Pinkertons
- Prima televisiva: 20 marzo 1956
- Diretto da: Frank McDonald
- Scritto da: Frederick Hazlitt Brennan

### Trama
- Guest star: Douglas Evans (Allen Pinkerton), Tom Monroe (Red Bascomb), Michael Garrett (Egan), Richard Alexander (Crummy Newton), Sam Flint (giudice Jewett), Buddy Roosevelt (Newton Henchman), Bill Coontz (Newton Henchman), Michael Jeffers (Mike - Pinkerton Agent), Ray Kellogg (Deputy Ollie), Frank Mills (barista), Jimmy Noel (Newton Henchman), Brick Sullivan (Pinkerton Agent)

## The Suffragette
- Prima televisiva: 27 marzo 1956
- Diretto da: Frank McDonald
- Soggetto di: Frederick Hazlitt Brennan

### Trama
- Guest star: Linda Stirling (Joan Laramie), Howard Wendell (senatore Teague), Douglas Fowley (Doc Fabrique), Don Haggerty (Marsh Murdock), Sam Flint (giudice Jewett), Tom Steele (attaccabrighe), George Sowards (cittadino), Phil Schumacher (cittadino), Buddy Roosevelt (frequentatore bar / Man at Meeting), Jimmy Noel (frequentatore bar), Archie Butler (cittadino), Bill Coontz (frequentatore bar / Man at Meeting), Ray Kellogg (Deputy Ollie), Boyd 'Red' Morgan (attaccabrighe)

## Hunt the Man Down
- Prima televisiva: 3 aprile 1956
- Diretto da: Frank McDonald
- Soggetto di: Frederick Hazlitt Brennan

### Trama
- Guest star: Walter Reed (Turner Ashby), Rico Alaniz (Mr. Cousin), Carleton Young (Denver Jones), Douglas Fowley (Doc Fabrique), Sam Flint (giudice Jewett), Gregg Barton (Farrell Gillam), Ray Kellogg (Deputy Ollie), Nesdon Booth (barista), Buddy Roosevelt (Man with Beef)

## The War of the Colonels
- Prima televisiva: 10 aprile 1956
- Diretto da: Frank McDonald
- Soggetto di: Frederick Hazlitt Brennan

### Trama
- Guest star: Pamela Duncan (Mary Ellen Frentress), Forrest Taylor (colonnello Frentress), Stanley Andrews (colonnello Wade), Harry Harvey (Bradus), Ray Kellogg (Deputy Ollie), Archie Butler (Frentress Gunman), Bill Coontz (Frentress Gunman), Jimmy Noel (Frentress Gunman), Phil Schumacher (Frentress Gunman), Sam Flint (giudice Jewett), Ethan Laidlaw (Wade Gunman), Buddy Roosevelt (Wade Gunman), Jack Tornek (Wade Gunman)

## Bat Masterson Again
- Prima televisiva: 17 aprile 1956
- Diretto da: Frank McDonald
- Soggetto di: Frederick Hazlitt Brennan

### Trama
- Guest star: Alan Dinehart (Bat Masterson), Jean Willes (Amy Pelton), Peter Adams (sergente King), Steve Pendleton (capitano), Bob J. Human (Deputy), Archie Butler (barista / Wagon Drive), Major Sam Harris (dottore)